# Ola Andersson
Ola Andersson (9. august 1866 i Löderup i Sverige - 8. marts 1944 på Christianshavn i København) var en svensk-dansk sømand og skibsmodelbygger.
Da Ola var 11 år gammel flyttede hele familien fra Löderup til Hasle på Bornholm. Hans forældre, Urmager Lasse Andersson og Johanne Berlin Andersson, havde ikke lyst til hele tiden at få stukket i næsen at de var svenskere, så de kaldte sig Andersen og Ola blev til Ole.
Urmageren syntes at Ola skulle blive maler, men Olas hu stod til søen, så han blev sømand og sejlede både på langfart og i de hjemlige farvande. Efter afmønstring arbejdede han som dykker hos Switzer og senere fik han job på Refshaleøen. I de ledige stunder blev der lavet legetøj, kunstfærdige bord-flagstænger og skibe.
De fleste skibe blev foræret væk, så det var ikke en hobby der kastede meget af sig. I 1936 forærede han 5-masteren ’København’ til Hasle Kommune og som han nævnte i en artikel i lokalbladet, så ville den have kostet 2-3000 kr., bare i tid og materialer, hvis den skulle betales. 
I 1938 forærede han Skonnerten ’København’ til Kofoeds Skole. Det var udstillet i B.T. Centralen og blev den 15.marts 1938 solgt for højeste bud. Hvem der købte og hvor skibet er nu (2009-10-01) vides desværre ikke.
De sidste knap 10 år af sit liv boede han i Bombebøssen, et bofællesskab for gamle søfolk. De fik også foræret en skibsmodel ’PN Sølling’, som er opkaldt efter Kommandørkaptajn Peter Norden Sølling, der grundlagde Bombebøssen.
Ola Andersson er søn af Urmager Lasse Andersson (1834 – 1908), Hasle. Lasse Anderssons oldebarn Ove Andersen har også udfærdiget flere skibsmodeller. Endvidere har Lasses barnebarn: Malermester Johannes Engstrøm (1892 – 1947) lavet en Skibsmodel ’George Stage’ som hænger i Birkerød Kirke

## Kirkeskibe
- 'Livingstone' i Christians Kirke
- Fuldriggeren 'Ane' i Højelse Kirke
- Ola Andersson og 'Ane'

## Andre skibsmodeller
- 5 master skonnert foræret til Kofoeds Skole
- ’PN Sølling' Model doneret til Bombebøssen
- ’Ellen’, privateje
- ’Bodil’, privateje